# کارمن د کاروپا
کارمن د کاروپا (انگلیسی: Carmen de Carupa) نام شهری در کشور کلمبیا است.